# The Return of the 5000 Lb. Man
The Return of the 5000 Lb. Man est un album de Roland Kirk sorti en 1976. Il contient notamment une version avec paroles de Goodbye Pork Pie Hat, morceau de Charles Mingus.